# Rudziniec
Pour les articles homonymes, voir Rudziniec (homonymie).
Rudziniec est un village polonais de la voïvodie de Silésie et du powiat de Gliwice. Il est le siège de la gmina de Rudziniec et comptait 1 633 habitants en 2008.